# شعب الادهوش (العدين)

تعديل مصدري - تعديل

شعب الادهوش محلة تابعة لقرية شرقي عردن، التابعة لعزلة عردن بمديرية العدين إحدى مديريات محافظة إب في الجمهورية اليمنية، بلغ تعداد سكانها 240 حسب تعداد اليمن لعام 2004.